# Gustav Jaenecke
Temple de la renommée de l'IIHF : 1998
Temple de la renommée allemand :
Gustav Jaenecke, dit Justav Jaenecke, né le 22 mai 1908 à Charlottenburg, dans l'Empire allemand, aujourd'hui un quartier de Berlin, et mort le 30 mai 1985 à Bonn, est un joueur de hockey sur glace et de tennis allemand.
Au cours de sa carrière de hockey, il remporte treize titres de champion d'Allemagne. Avec la sélection nationale allemande pour laquelle il joue à 82 reprises, il participe aux Jeux olympiques d'hiver de 1928, 1932 (médaille de bronze) et aux Jeux olympiques d'hiver de 1936 et gagne le championnat d'Europe en 1930 et 1934.
Également un joueur de tennis, il est sacré champion d'Allemagne en simple messieurs en 1932 et représente plusieurs fois son pays en Coupe Davis.
En 1998, la Fédération internationale de hockey sur glace l'intronise dans son temple de la renommée. Il est aussi membre du temple de la renommée du hockey allemand et du temple de la renommée du sport allemand.

## Biographie

### Hockey sur glace
Gustav Jaenecke apprend le hockey sur glace au Berliner Schlittschuhclub. À partir de 1926, il devient un membre important de l'équipe première. Au cours de sa première année, il remporte le championnat d'Allemagne, le neuvième du club, et la Coupe Spengler. Entre 1928 et 1933, Jaenecke et le Berliner SC gagnent six titres de champion consécutifs et une coupe Spengler. Durant cette période, il joue aux côtés de Rudi Ball ainsi que plusieurs joueurs étrangers tels que le français Albert Hassler et l'autrichien Herbert Brück. En 1931, le journal français l'Auto le nomme meilleur joueur de hockey en Europe. Il remporte avec son club deux nouveaux titres en 1936 et 1937. En 1944, le Berliner SC aligne une équipe commune avec le SC Brandebourg s'impose dans le championnat, le dixième et dernier que Jaenecke gagne gagne avec le club de la capitale. En 1946, il rejoint le SC Riessersee avec lequel il remporte trois championnats supplémentaires avant de se retirer en 1951.
Au cours de sa carrière, Jaenecke est également un membre régulier de l'équipe d'Allemagne. Avec la sélection il dispute trois tournois olympiques, remportant le bronze en 1932. Il dispute sept championnats du monde, recevant l'argent en 1930 et le bronze en 1932 et 1934. À cela, s'ajoute deux titres de champion d'Europe en 1930 et 1934 et six médailles de bronze. Précédant les Jeux olympiques d'hiver de 1936 organisés à Garmisch-Partenkirchen en Allemagne, les officiels nazis ne retiennent pas Rudi Ball dans l'équipe car il est à moitié juif. Jaenecke menace alors de ne pas participer sans son ami. Ne pouvant imaginer participer sans leurs deux meilleurs joueurs, les dirigeants allemands sélectionnent Ball. Entre 1927 et 1942, Jaenecke a porté le maillot de l'équipe nationale à 82 reprises, marquant 43 buts soit le quart du total inscrit par l'équipe durant cette période.
En 1998, il est intronisé en tant que joueur au Temple de la renommée de l'IIHF. Il est aussi membre du temple de la renommée du hockey allemand.

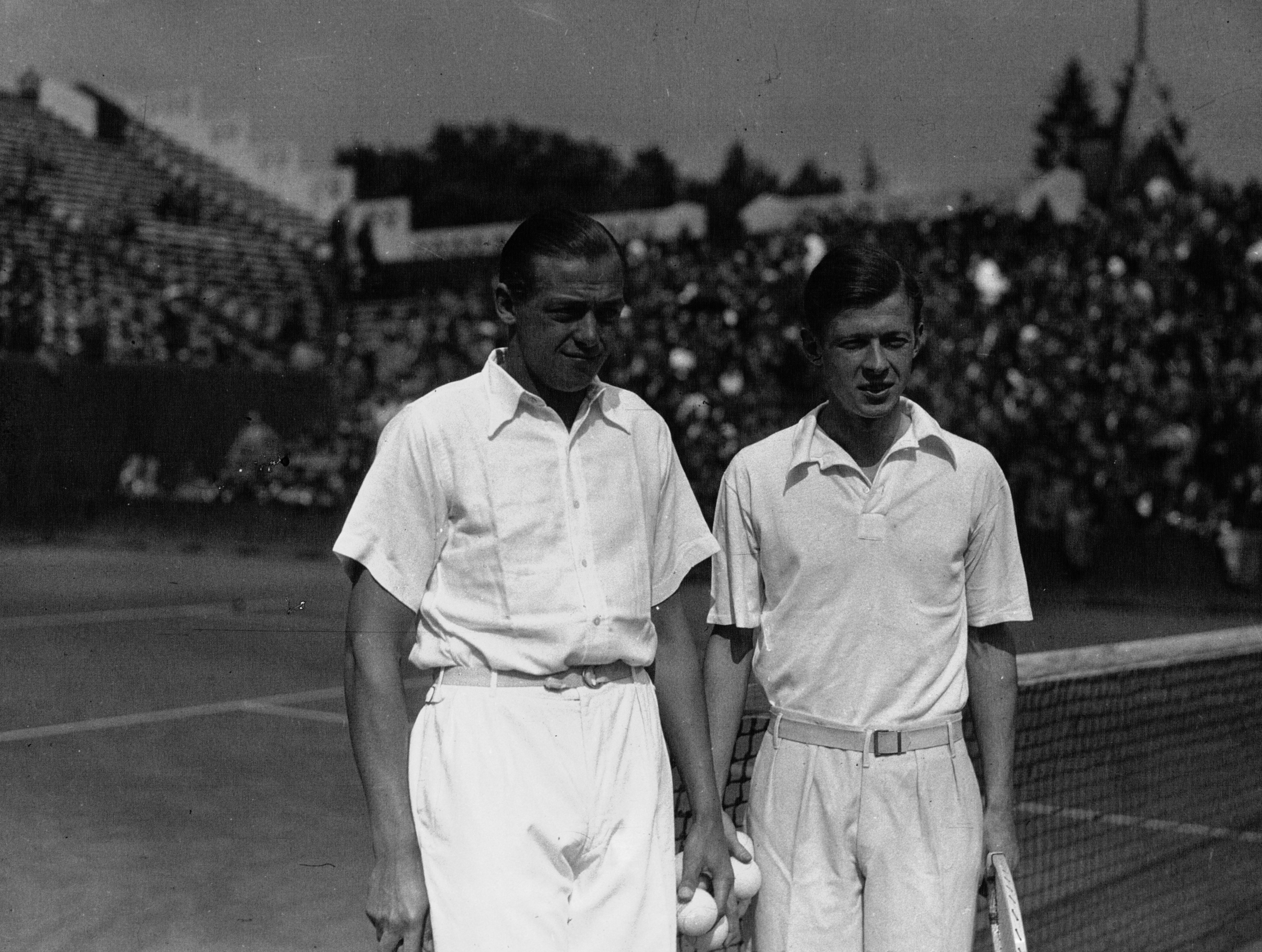
Gustav Jaenecke (à gauche) et Christian Boussus au stade Roland-Garros en 1932

### Tennis
Vainqueur de nombreux tournois durant sa jeunesse, Gustav Jaenecke atteint la finale du Tournoi de Hambourg en 1931, battu par le tchécoslovaque Roderich Menzel,. En 1932, il remporte le titre de champion d'Allemagne en simple. Il est sélectionné à cinq reprises en équipe d'Allemagne de Coupe Davis, disputant quatre matchs dont un en double avec Gottfried von Cramm,.

### Vie privée
Issu d'une famille aisée et banquier de formation, Jaenecke reprend la fabrique de chaussures familiale au début des années 1930. En 1939, il publie son autobiographie Jagd hinter dem Puck. Durant la seconde Guerre mondiale, le gouvernement nazi fait auprès de sa compagnie une commande spéciale de chaussures pour personnes handicapées. Considérée comme vitale dans l'effort de guerre, elle lui permet de n'être jamais enrôlé dans l'armée et de rester à Berlin. À la fin de la guerre, il doit abandonner sa fabrique située dans l'est de la ville, alors sous contrôle soviétique. Il s'installe à Hanovre et tente sans succès de remonter une nouvelle fabrique de chaussures. Avec l'intervention d'un ami de jeunesse, il devient membre du conseil d'administration d'un casino à Bad-Neuenahr. Il gère aussi la Redoute, un site d'évènements de Bad Godesberg, et le Bonner Press Club, un groupe de journalistes de Bonn. En 1975, il devient le principal actionnaire du Casino de Berlin. La société gérante porte toujours son nom,.
Il décède à l'âge de 77 ans le 30 mai 1985 à Bonn.

## Trophées et honneurs personnels

### Hockey sur glace
- Champion d'Allemagne 1926, 1928, 1929, 1930, 1931, 1932, 1933, 1936 et 1937 avec le Berliner Schlittschuhclub, 1944 avec le KSG Berliner SC/SC Brandebourg, 1947, 1948 et 1950 avec le SC Riessersee
- Vainqueur de la Coupe Spengler 1926 et 1928 avec le Berliner Schlittschuhclub
- 82 sélections en équipe d'Allemagne (43 buts)
- Médaille de bronze aux Jeux olympiques d'hiver de 1932 avec l'équipe d'Allemagne
- Vice-champion du monde 1930 avec l'équipe d'Allemagne
- Médaille de bronze aux championnats du monde 1932 et 1934 avec l'équipe d'Allemagne
- Champion d'Europe 1930 et 1934 avec l'équipe d'Allemagne
- Médaille de bronze aux championnats d'Europe 1927, 1933, 1936, 1937, 1938 et 1939 avec l'équipe d'Allemagne
- Membre du Temple de la renommée de l'IIHF depuis 1998
- Membre du temple de la renommée du hockey allemand

### Tennis
- Champion d'Allemagne de simple messieurs 1932
- 5 sélections en équipe d'Allemagne de Coupe Davis

### Autres
- Membre du Hall of Fame des deutschen Sports depuis 2008